# Последний оставшийся в живых
«После́дний оста́вшийся в живы́х» (англ. Last Man Standing) — фильм 1995 года, режиссёра Джозефа Мерхи, в главной роли Джефф Уинкотт. Не следует путать с фильмами, главные роли в которых сыграли Брюс Уиллис и Тим Аллен с аналогичным названием.

## Сюжет
Курт Беллмор верой и правдой служил в полиции много лет. Но однажды родной департамент его предал: коварный гангстер Андервуд подкупил высшее руководство, и теперь оно отстаивает его интересы. После очередного ареста бандита отпускают под залог, а важные улики по этому делу просто исчезают. Вскоре во время рядовой операции от руки лейтенанта полиции погибает Док, напарник Беллмора. Теперь Курт может рассчитывать только на себя. Против него банда опасных преступников и продажные коллеги, но на его стороне правда, и за неё он будет бороться до конца.

## Актёры
| Актёр              | Роль                    |
| ------------------ | ----------------------- |
| Джефф Уинкотт      | Курт Беллмор            |
| Джиллиан МакУиртер | Анабелла Беллмор        |
| Джонатан Фуллер    | гангстер Снейк Андервуд |

## О фильме
«Chris The Brain» в своей рецензии к фильму пишет, что изюминкой фильма для него стала сцена погони Снейка Андервуда со своей бандой на бронированном автомобиле; в ней есть всё, что можно желать от погони.